# Vera (cançó de Pink Floyd)
«Vera» és una cançó del grup britànic de rock progressiu Pink Floyd, que apareix en el seu àlbum The Wall del 1979. És precedida per «Nobody Home» i seguida per «Bring the Boys Back Home».

## Composició
La cançó està en sol major i comporta una mesura en quatre temps (4/4). Comença amb un muntatge sonor de la pel·lícula La Batalla d'Anglaterra. Llavors entren la veu de Roger Waters, la guitarra acústica i les cordes, seguides de la resta de la instrumentació. L'ambient de la cançó és força trist, i contrasta amb la cançó següent, «Bring the Boys Back Home», que és més forta.

## Lletra
Aquesta cançó és una referència a Vera Lynn, una cantant britànica coneguda durant la Segona Guerra Mundial per la seva cançó popular «We'll Meet Again» (de l'anglès, "Ens trobarem de nou"), que cantava als soldats britànics. La referència és irònica, sabent que Roger Waters i també el protagonista de l'àlbum, Pink, no s'han trobat mai més amb els seus pares, tots dos morts a la guerra.
La frase «Vera, what has become of you?» («Vera, què ha sigut de tu?») suggereix que la mateixa Vera Lynn, contràriament al que havia promès ("Ens trobarem de nou"), també ha desaparegut. També pot ser interpretada com que Pink ha perdut l'esperança

## Versió de la pel·lícula
A la pel·lícula adaptada de l'àlbum, la seqüència de la cançó comença amb una gravació de Vera Lynn cantant «The Little Boy That Santa Claus Forgot», una cançó sobre un noi que — com Roger Waters i Pink — no té pare.

## Personal
- Roger Waters: Veu, guitarra acústica
- David Gilmour:Guitarra acústica, baix acústic
- Richard Wright: Sintetitzador Prophet-5
- New York Orchestra: Cordes